# Zbraň

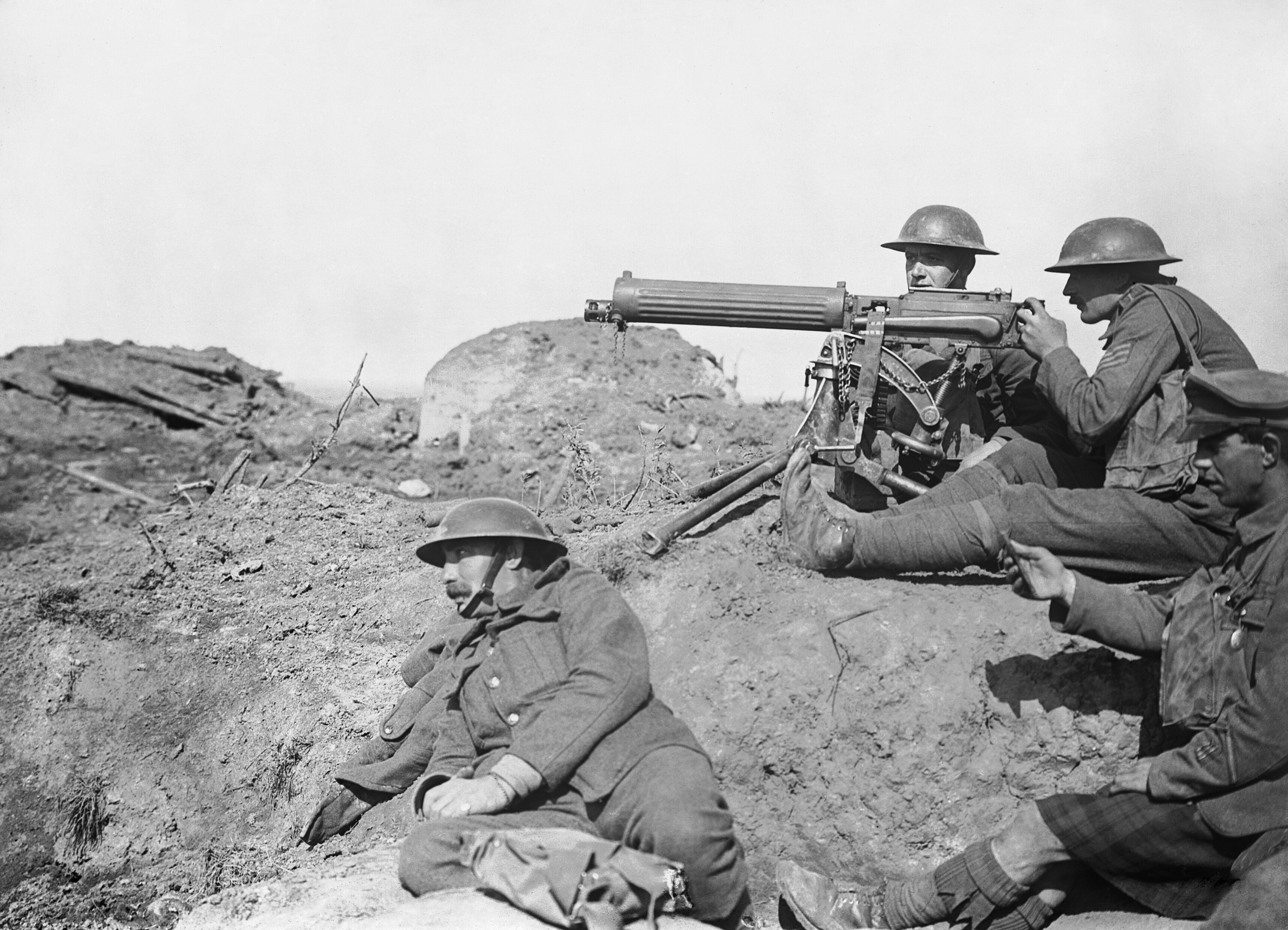
Zbraň - těžký kulomet Vickers používaný v první světové válce

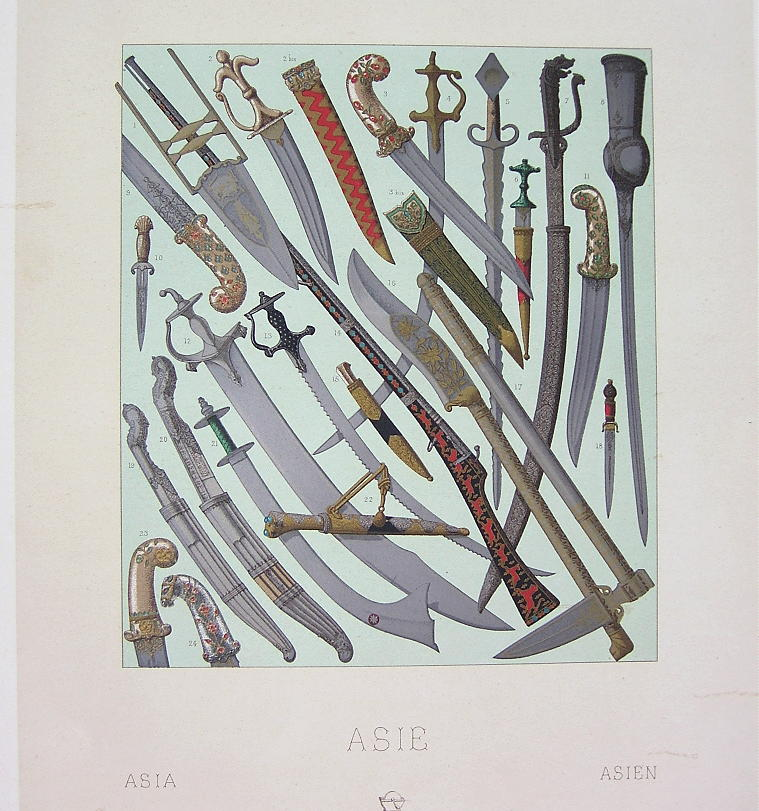
Středověké zbraně mughalské armády.

Zbraň podle českého právního řádu (§ 118 zákona č. 40/2009 Sb., trestní zákoník) je cokoli čím je možno učinit útok proti tělu důraznějším. Zbraní může být jakýkoli předmět, látka či jiný prostředek nebo ovladatelná energie, které jsou použity (použitelné) k útoku proti tělesné integritě jiného člověka. 
Použití zbraně (nebo i hrozba zbraní) slouží k prosazování zájmů. Může sloužit k útoku či obraně materiálních hodnot, leč i duchovních, jako je víra či čest. Nejčastěji se používá za účelem způsobení zranění živému organismu nebo způsobení materiální škody, popřípadě vyhrožování použitím. Některé zbraně, hlavně výbušniny, se však s úspěchem používají i k jiným účelům (odstřel sněhových lavin, ledových bariér na řekách apod.). Existují i zbraně pro průmysl (nastřelovací pistole pro kotvení, palné lisy na kabelová oka, zkoušečky kvality betonu atd.). Zbraně patří mezi nejstarší lidské nástroje, které byly vynalezeny. Postupem času se zbraně z primitivních nástrojů určených k zabíjení vyvinuly v sofistikované stroje, přičemž jejich současnou definici je třeba rozšířit i o zbraně, jejichž účelem je snižovat bojeschopnost nepřítele. To v moderním věku nemusí nutně znamenat zabíjení nebo zastrašování. Jedná se např. o zbraně, jejichž účelem je zkratování elektráren (jakož i elektrorozvoden či vedení vysokého napětí).
Zbraní se předmět stává v okamžiku použití za účelem zranění živého organismu nezávisle na tom, k čemu byl určen při své výrobě. V běžné mluvě se ale zbraní zpravidla rozumí předměty nebo stroje, které byly navrženy a vyrobeny právě s důrazem na jejich ranivý účinek.
Zbrani v právu je věnován samostatný článek.

## Vývoj zbraní

### Pravěk

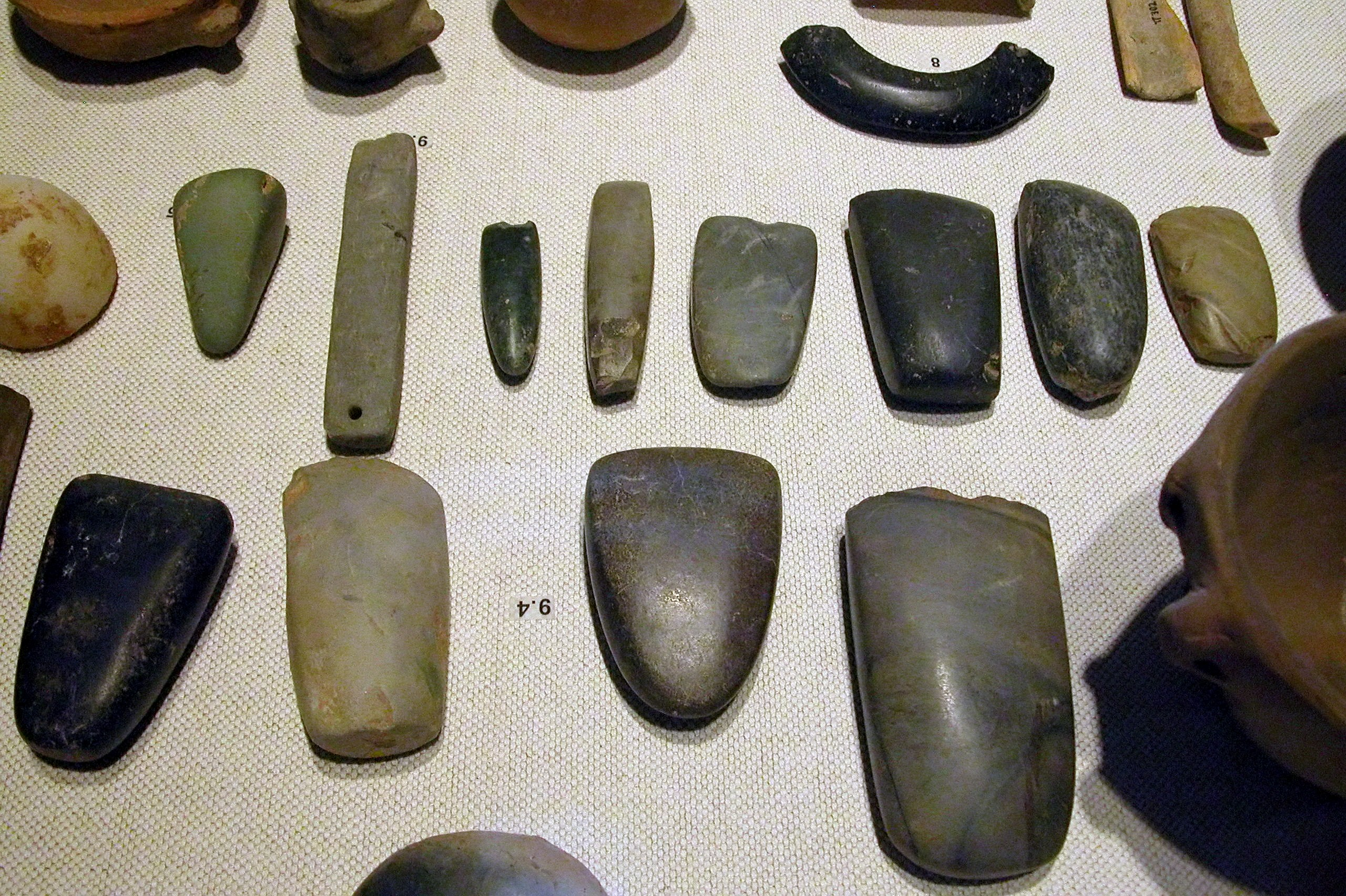
Několik zbraní z neolitu

V dobách pravěku byl první zbraní opracovaný pazourek – pěstní klín – kus kamene upravený do tvaru kapky vody. Měl dvě ostré hrany a jednu špici. Sloužil hlavně jako nástroj pro úpravu ulovených zvířat (oddělení masa od kůže), málokdy byl použit proti jiným lidem.
Spojením pazourku a dřevěné tyče (rukojeti) vznikla sekera (pazourek je zasazen kolmo k tyči) a oštěp (pazourek je zasazen ve směru tyče). Sekera byla primárně nástroj, ale již ve starověku byla používána jako zbraň. Oproti tomu oštěp byl primárně zbraní. Díky většímu dosahu byl efektivnější a oštěpy se staly nejznámější a nejúčinnější zbraní pravěku. Navíc šlo oštěp vrhnout. Další zdokonalení předvedly pravěké střelné zbraně – zmenšené oštěpy. Pravděpodobně ještě starší než luk je vrhač nazývaný atlatl, nebo woomera, prodlužující paži a vrhající lehké, šípům se blížící oštěpy. Šípy bylo možno vystřelovat z luku nebo později (možná až ve starověku) z kuše.

### Starověk
S rozvojem státu a objevem kujnosti kovů mohli starověcí lidé vyrábět zbraně v masovém měřítku, což umožnilo existenci prvních armád. První státy jako Mezopotámie nebo Egypt měly vojska vyzbrojená převážně kopími a štíty. Dále byl v této době vynalezen meč, avšak jeho výroba byla zpočátku nákladná, takže jej mohlo používat jen velmi málo lidí. V Řecku se jednalo již o poměrně běžnou zbraň, ale na severu Evropy mezi Vikingy ještě v 10. století převažovaly válečné sekery.
V Římské říši byl meč součástí výzbroje legionářů. Jako relativně krátká zbraň jim umožnil bojovat v sevřených útvarech.

### Středověk

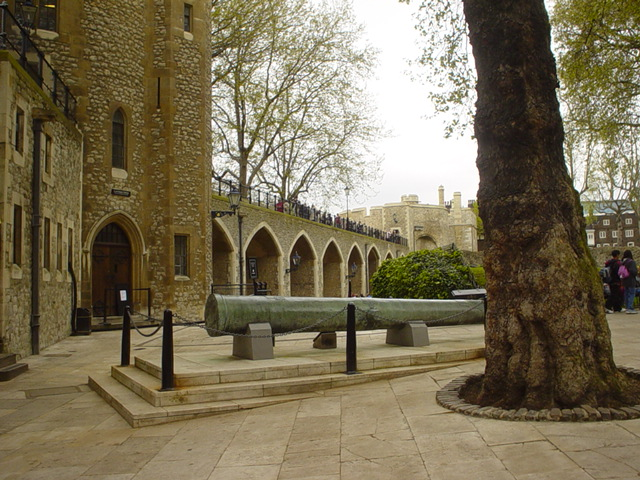
Čínský kanón v Toweru (ukořistěný v druhé opiové válce, 1856–1860)

Ve středověku se jako zbraně vedle kopí a seker začaly objevovat jejich různé kombinace, tzv. halapartny. Rozvoj řemesel, umožněný velkou rozlohou již civilizovaného území v Evropě, tento vývoj dále urychlil. Jako zbraně byly používány častokrát řemeslnické či zemědělské nástroje (třeba husitské kosy a cepy), později se z nich vyvinuly samostatné zbraně (řemdih, palcát).
Dále se používaly meče. Dlouhý meč byl součástí výzbroje elitního vojáka středověku – rytíře. Stoupl význam kuše jako zbraně proti rytířům, tehdejší katolická církev ji z tohoto důvodu zakázala.

### Raný novověk
Z Číny byl na konci středověku dovezen střelný prach, díky němuž byla umožněná konstrukce prvních děl a dalších palných zbraní jako pušek a mušket. Všechny dosavadní středověké zbraně náhle zastaraly a došlo k rozsáhlé změně rovnováhy sil ve světě. Přestaly se vyrábět zbraně pro boj zblízka, naopak se rozšířila výroba palných zbraní.

### 20. století

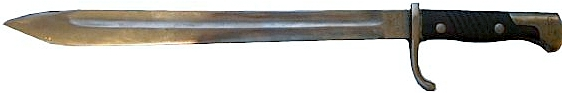
Bajonet

Ve 20. století prošel vývoj zbraní větší revolucí než za celou předešlou historii. Před a během první světové války byl vyvinut kulomet, tank, torpédo a ponorka, vzducholodě, stíhací a bombardovací letouny a zbraně pro ně, bojové plyny a pozemní a námořní miny. To bylo umožněno hlavně díky praktickému využití technologických objevů 19. století – především v oblasti elektřiny, parního stroje a později spalovacích motorů. V polovině 20. století byl vývoj zbraní (hlavně pum) doveden tak daleko a k takové dokonalosti, že každá další velká válka by zničila celé lidstvo. Byly vyvinuty dělostřelecké i balistické rakety a raketomety, radiolokátor a hlavně jaderná bomba, zbraň totálního ničení. Po ukončení druhé světové války následovalo překotné zbrojení a strach z další války. Za posledních padesát let přibyly do arzenálu zbraní tyto: vodíková puma, řízené střely, mezikontinentální balistické rakety a laserem naváděné střely, autonomní a dálkově řízené bojové prostředky (letecké UAV, pozemní UGV, námořní UMV). I když se Sovětský svaz, jedna z velmocí udržující strach z další války, zhroutil, vývoj zbraní pokračuje stejným tempem, hlavně[zdroj⁠?!] zbraní hromadného ničení.
Držení zbraní může souviset s hormony.

## Dělení zbraní
- ruční zbraně
  - bodné zbraně
  - sečné zbraně
  - ruční zbraně
  - granátomety
  - střelné zbraně
  - palné zbraně
  - automatické palné zbraně
  - raketové palné zbraně (raketomety, RPG)

- ostatní konvenční bojové prostředky
  - pozemní miny
  - minomety
  - děla
  - dělostřelecké rakety
  - bojová vozidla (tanky, BVP, OT)
  - vojenská letadla
  - letecké pumy
  - vojenská plavidla
  - námořní miny
  - námořní torpéda
  - řízené střely

- zbraně hromadného ničení
  - biologické zbraně
  - chemické zbraně
  - jaderné zbraně
  - radiologické zbraně

- ostatní
  - zbraně s řízenou energií
  - nesmrtonosné zbraně (non-lethal weapons)

- bezpilotní nosiče zbraní
  - střely s plochou dráhou letu
  - balistické rakety
  - bezpilotní letadla (drony)